# Lumír Kotala
Lumír Kotala (* 10. dubna 1964) je bývalý český hokejový útočník.

## Hokejová kariéra
V československé lize hrál za TJ Vítkovice. V roce 1981 získal s Vítkovicemi československý mistrovský titul. Dále hrál i za TJ Baník Příbram, HC Frýdek-Místek a v Itálii. Získal stříbrnou medaili na Mistrovství Evropy juniorů v ledním hokeji 1982, stříbrnou medaili na Mistrovství světa juniorů v ledním hokeji 1983 a bronzovou medaili na Mistrovství světa juniorů v ledním hokeji 1984.

## Klubové statistiky
| Sezona    | Klub              | Soutěž    | Základní část | Základní část | Základní část | Základní část | Základní část |
| Sezona    | Klub              | Soutěž    | Z             | G             | A             | B             | TM            |
| --------- | ----------------- | --------- | ------------- | ------------- | ------------- | ------------- | ------------- |
| 1979/1980 | TJ Baník Příbram  | 2. liga   | -             | 1             | -             | -             | -             |
| 1980/1981 | TJ Vítkovice      | 1. liga   | 1             | 0             | 0             | 0             | 0             |
| 1981/1982 | TJ Vítkovice      | 1. liga   | 39            | 13            | 6             | 19            | -             |
| 1982/1983 | TJ Vítkovice      | 1. liga   | 39            | 15            | 11            | 26            | 26            |
| 1983/1984 | TJ Vítkovice      | 1. liga   | 43            | 10            | 10            | 20            | 30            |
| 1984/1985 | TJ Vítkovice      | 1. liga   | 25            | 14            | 13            | 27            | 10            |
| 1985/1986 | TJ Vítkovice      | 2. liga   | 41            | 34            | 17            | 51            | -             |
| 1986/1987 | TJ Vítkovice      | 1. liga   | 32            | 9             | 13            | 22            | 40            |
| 1987/1988 | TJ Vítkovice      | 2. liga   | 39            | 35            | 24            | 59            | -             |
| 1988/1989 | TJ Vítkovice      | 1. liga   | 32            | 12            | 17            | 29            | 18            |
| 1989/1990 | TJ Vítkovice      | 1. liga   | 44            | 19            | 19            | 38            | -             |
| 1990/1991 | TJ Vítkovice      | 1. liga   | 45            | 14            | 16            | 30            | 26            |
| 1991/1992 | Fiemme Cavalese   | 1. liga   | 1             | 0             | 0             | 0             | 2             |
| 1992/1993 | TJ Vítkovice      | 1. liga   | -             | -             | -             | -             | -             |
| 1993/1994 | TJ Vítkovice      | 1. liga   | 38            | 18            | 21            | 39            | 52            |
| 1994/1995 | TJ Vítkovice      | 1. liga   | 40            | 15            | 21            | 36            | 32            |
| 1995/1996 | Bruneck/Brunico   | Alpenliga | 5             | 2             | 3             | 5             | 0             |
| 1995/1996 | Sterzing/Vipiteno | 2. liga   | 8             | 5             | 5             | 10            | 4             |
| 1999/2000 | HC Frýdek-Místek  | 3. liga   | 38            | 13            | 16            | 29            | 61            |
| 2000/2001 | HC Frýdek-Místek  | 3. liga   | 15            | 5             | 9             | 14            | 22            |